# Bezzia albipes
Bezzia albipes är en tvåvingeart som först beskrevs av Johannes Winnertz 1852.  Bezzia albipes ingår i släktet Bezzia och familjen svidknott. Inga underarter finns listade i Catalogue of Life.